# Communauté de communes du Nord de Mayotte
Die Communauté de communes du Nord de Mayotte ist ein Gemeindeverband mit der Rechtsform einer Communauté de communes im französischen Überseedépartement Mayotte. Sie wurde am 28. Dezember 2015 gegründet und umfasst vier Gemeinden. Der Sitz befindet sich in Bandraboua.

## Mitgliedsgemeinden
| Gemeinde                                  | Einwohner 1. Januar 2022 | Fläche km² | Dichte Einw./km² | Code INSEE | Postleitzahl |
| ----------------------------------------- | ------------------------ | ---------- | ---------------- | ---------- | ------------ |
| Acoua                                     | 5.192                    | 13,11      | 396              | 97601      | 97630        |
| Bandraboua                                | 13.989                   | 32,11      | 436              | 97602      | 97650        |
| Koungou                                   | 32.156                   | 28,43      | 1.131            | 97610      | 97690        |
| Mtsamboro                                 | 7.705                    | 16,41      | 470              | 97612      | 97630        |
| Communauté de communes du Nord de Mayotte | 59.042                   | 90,06      | 656              | –          | –            |